# おやかまっさん
『おやかまっさん』は、2016年（平成28年）10月3日から2019年（平成31年）3月29日まで、KBS京都テレビで放送されていた生放送のバラエティー番組。放送時間は毎週月曜日 - 金曜日の11:00 - 11:55（JST）。
番組タイトルの「おやかまっさん」とは、「お邪魔しました」という意味の京言葉で、「京都のまちを『おやかましく』駆け回る」というニュアンスを重ねていた。

## 概要
2008年3月31日から2016年9月30日まで8年半にわたって放送された『ぽじポジたまご』の後継番組で、女子プロレスの人気レスラーだったマッハ文朱をメインMCに起用。京都にまつわる話題、文化、暮らしなどの情報を伝えた。プロレスからの引退後にタレントとして活動しているマッハ文朱にとっては、KBS京都で初めてのレギュラー番組であった。
前身番組に続いて、京都府議会の会期中に生中継を編成する日には、放送枠を12:00 - 12:55に移動。『田渕岩夫の得ダネ!てれび』以来続いていた午後の再放送については、2018年4月2日から15:30 - 16:25の時間帯で実施していた。
2019年3月29日で放送を終了。1985年4月以来、KBS京都が平日にテレビで長らく放送していた生ワイド番組にも終止符が打たれた。ただし、同局では翌週（4月5日）から、毎週金曜日の13:00  - 14:55（同年10月からは12:53 - 14:55)に『きらきん!』を生放送。マッハ文朱も、「マッハが来る!」（生中継による冠企画）のリポーターとして続投している。また、同時期に土曜日の午前中枠を再編し『週末ライブ キモイリ!』も開始している。

## 出演者
メインMC
- マッハ文朱（元女子プロレスラー、タレント）

アシスタント
- 高曲伸和（バリトン歌手・指揮者、月曜）
- クマガイタツロウ（ワタナベフラワー、火・水曜）
- 大久保ともゆき（タレント、木・金曜）

進行
- 平野智美（KBS京都アナウンサー、月・水・木曜）
- 梶原誠（KBS京都アナウンサー、火・金曜）

## 過去の出演者

### アシスタント
- 冨岡耕児（元ラグビー日本代表、月曜、体調不良による番組一時降板）

#### 代打アシスタント
- 10月24日・31日・11月7日・28日・12月5日・12日・19日・1月9日・16日・23日・30日・2月6日・13日・20日・27日・3月6日・13日・20日・27日:大久保ともゆき（当時、木・金曜）
- 11月14日・12月26日:クマガイタツロウ（当時、火・水曜）
- 11月21日:川田一輝